# Kenji Ito
Kenji Ito (伊藤 健次 Itō Kenji?,  nacido el 29 de junio de 1976 en Mie) es un exfutbolista japonés. Jugaba de delantero y su último club fue el Jatco TT de Japón.

## Trayectoria

### Clubes
| Club                 | País  | Año         |
| -------------------- | ----- | ----------- |
| Cosmo Oil Yokkaichi  | Japón | 1995 - 1996 |
| Nagoya Grampus Eight | Japón | 1997 - 1999 |
| Jatco TT             | Japón | 2000        |

## Palmarés

### Títulos nacionales
| Título             | Club                 | País  | Año  |
| ------------------ | -------------------- | ----- | ---- |
| Copa del Emperador | Nagoya Grampus Eight | Japón | 1999 |